# Villiers-sur-Chizé
Villiers-sur-Chizé è un comune francese di 155 abitanti situato nel dipartimento delle Deux-Sèvres nella regione della Nuova Aquitania.

## Società

### Evoluzione demografica
Abitanti censiti